# Víctor Luis Sánchez (judoka)
Víctor Luis Sánchez (10 de julio de 1974) es un deportista cubano que compitió en judo adaptado. Ganó una medalla de bronce en los Juegos Paralímpicos de Pekín 2008 en la categoría de –66 kg.

## Palmarés internacional
| Juegos Paralímpicos | Juegos Paralímpicos | Juegos Paralímpicos | Juegos Paralímpicos |
| Año                 | Lugar               | Medalla             | Categoría           |
| ------------------- | ------------------- | ------------------- | ------------------- |
| 2008                | Pekín (China)       | Medalla de bronce   | –66 kg              |